# Knorrendorf
Knorrendorf est une commune rurale allemande de l'arrondissement du Plateau des lacs mecklembourgeois appartenant au Mecklembourg-Poméranie-Occidentale et au canton de Stavenhagen. Sa population comptait 665 habitants au 31 décembre 2010.

## Géographie
Knorrendorf se trouve à environ quatorze kilomètres au sud-ouest de Stavenhagen et à seize kilomètres au nord-ouest de Neubrandenburg. Elle est bordée au nord par le lac de Kastorf et au sud par le lac de Gädebehn.
Outre le village de Knorrendorf, la commune englobe les villages et hameaux de Gädebehn, Friedrichsruh, Kleeth, Kleeth-Siedlung, et Kastorf.

## Histoire
Knorrendorf est un ancien village seigneurial dont la structure est encore visible aujourd'hui. L'ancien manoir du domaine existe toujours. Il abritait des logements communautaires du temps de la république démocratique allemande. Les villages de Friedrichsruh, Gädebehn, Kastorf et Kleeth étaient aussi autrefois des domaines seigneuriaux. Kastorf a été construit de façon symétrique. On peut encore y admirer le château et les bâtiments agricoles.

## Architecture et tourisme
- Château de Kastorf, avec son parc et ses essences
- Église et cimetière de Kastorf
- Manoir de Gädebehn, aujourd'hui hôtel
- Manoir de Kleeth